# 山生柿
山生柿是柿树属的一种植物，分布于南亚和东南亚。其果实、叶子可用于毒鱼。木材用于制作农器。